# Самуилово (Благоевград)
Самуилово је насељено место у општини Петрич у области Благоевград, Бугарска. Према попису из 2021. године било је 318 становника.
Према бугарском географу и историчару, Василу Канчову, у Самуилову је 1900. године живело 350 Турака. Током Првог балканског рата турско становништво се иселило а после рата населили су се досељеници са Ограждена и словенске избеглице из грчке Македоније.